# Villys Gvildys
Ričardas Villys Gvildys (deutsch: Richard Willy Gwildies, auch Vilhelmas Gvildys, * 4. Mai 1906 in Memel; † unbekannt) war ein litauisch-deutscher Fußballspieler.

## Karriere und Leben
Villys Gvildys wurde unter seinem deutschen Namen im zum damaligen deutschen Kaiserreich gehörenden Memel geboren. Sein fünf Jahre älterer Bruder Hermanas Gustavas Gvildys (Hermann Gustav Gwildies) war ebenfalls Nationalspieler von Litauen. Nachdem die ostpreußische Stadt und das Gebiet rechts der Memel ab 1923 infolge des Vertrags von Versailles unter dem Namen Klaipėda Litauen zugesprochen wurde, wurde Gwildies' Nachname litauisiert und zu Gvildys.
Er spielte mindestens 1930 für die SpVgg Memel aus der gleichnamigen und bis zum Jahr 1920 nördlichsten Stadt Deutschlands in der Baltischen Fußballmeisterschaft. Nachdem der Verein aus dem Baltischen Verband ausgeschlossen wurde, spielte Gvildys mindestens noch 1933 für den KSS Klaipėda, einem Sportverein der litauischen Minderheit im Memelland.
Am 17. August 1930 debütierte der Torhüter für die Litauische Fußballnationalmannschaft in einem Länderspiel gegen Lettland das 3:3 in Kaunas endete. Zwei Jahre später stand er in zwei weiteren Partien um den Baltic Cup gegen den gleichen Gegner im Tor als es eine 2:3-Niederlage in Kaunas und 1:4-Niederlage in Riga gab.